# Trudowe (obwód odeski)
Trudowe (ukr. Трудове) – wieś na Ukrainie, w obwodzie odeskim, w rejonie izmailskim. W 2001 liczyła 1487 mieszkańców, wśród których 1250 jako ojczysty język wskazało ukraiński, 84 rosyjski, 130 mołdawski, 1 rumuński, 7 bułgarski, 1 białoruski, 7 gagauski, 6 romski, a 1 inny.